# Groteska
Groteska (francusko-talijanski) je prikazivanje ljudi ili predmeta u komično-nakaznom obliku; u književnosti kratka, duhovita pripovijetka, novela ili drama.